# أنجالي راو
أنجالي راو (بالإنجليزية: Anjali Rao)‏ هي صحفية أسترالية، ولدت في 1974 في هونغ كونغ في الصين.